# Platoul Islandez

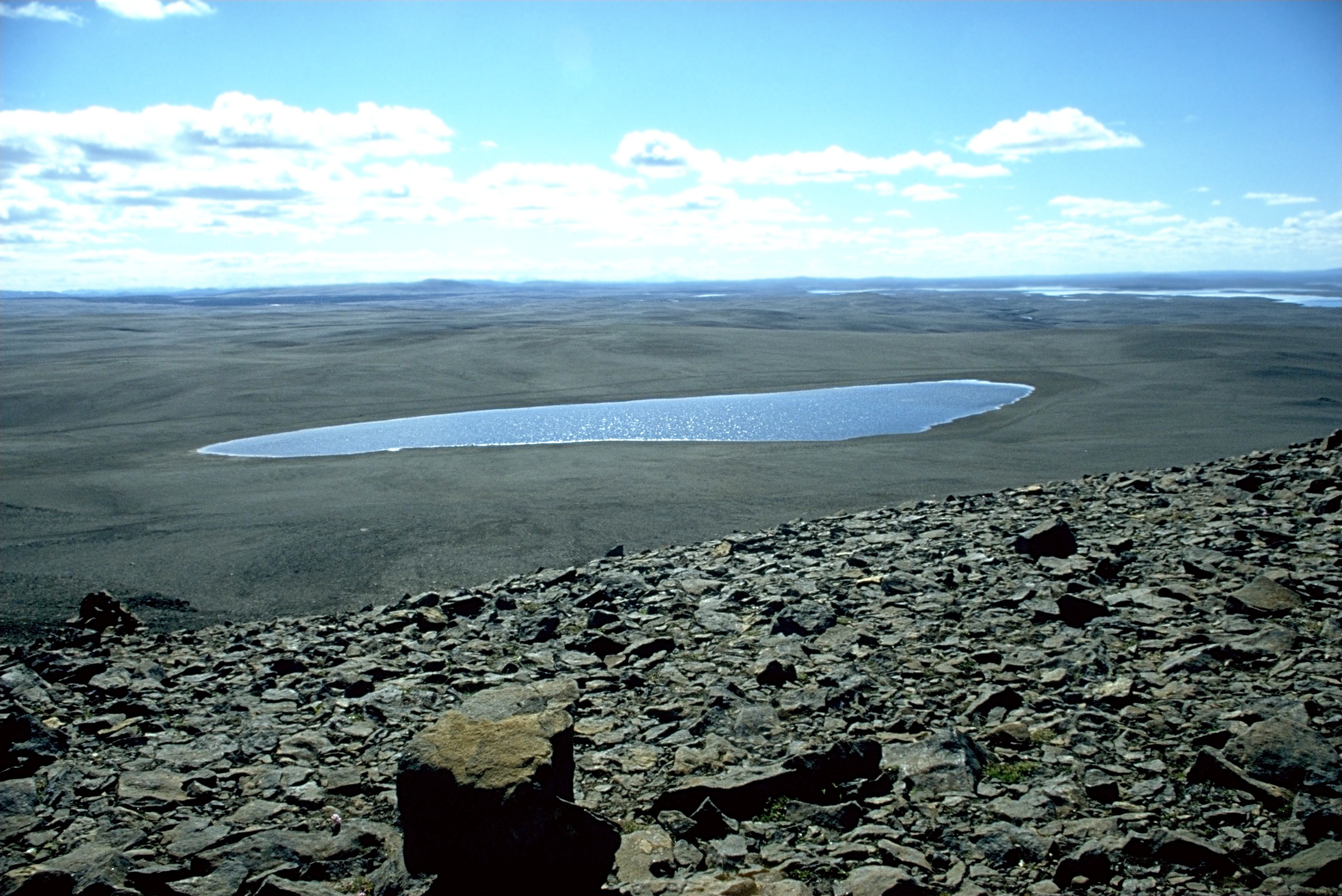
Platoul Islandez

Platoul Islandez  (islandeză, Hálendið sau Miðhálendið) este situat la altitudinea de  200 - 500 m deasupra n.m. în partea centrală a Islandei, ocupând 56 % din teritoriul țării.

## Descriere
Este o regiune cu relief diferit presărată cu morene, cu o climă foarte uscată  unde bântuie vânturi puternice. Pe platou se află porțiuni deșertice, nisipoase sau pietroase, vulcani, (Kárahnjúkar) câmpuri de lavă, lacuri cu apă dulce, ghețari (Vatnajökull, Langjökull și Hofsjökull) și defilee adânci săpate de apele curgătoare.
În regiunile unde există suficient de multă apă s-au format adevărate oaze cu plante tipice pentru regiunile cu smârcuri, iar în restul platoului ținutul este lipsit de vegetație. In anii 1980 au fost construite barajele Blöndulón (57 km²), Sigöldulón (14 km²) și „Hálslón” pentru obținerea de curent electric.